# Interruzione di gravidanza nell'antica Grecia

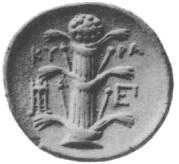
Moneta di Cirene con un'immagine di silfio, un potente abortivo.

Tutto ciò che si conosce sull'interruzione di gravidanza nell'antica Grecia proviene dai primi testi della letteratura greca e di quella romana.
L'aborto come procedura ginecologica, era principalmente praticato da donne che erano sia ostetriche o semplicemente praticone ben informate. Nel suo Teeteto, Platone menziona la capacità di una levatrice di indurre l'aborto nelle prime fasi della gravidanza. Si ritiene improbabile che l'aborto fosse punito nell'antica Grecia.  Tuttavia, un frammento attribuito al poeta Lisia "suggerisce che ad Atene l'aborto era un crimine contro il marito, se sua moglie era incinta quando questi moriva, dal momento che il suo bambino non ancora nato avrebbe potuto ereditare la proprietà."

## Storia
Gli antichi greci invocavano l'erba silfio come un abortivo e contraccettivo. La pianta, come prodotto principale dell'esportazione di Cirene, si avviava verso l'estinzione, ma si suggerisce che avrebbe potuto possedere le stesse proprietà abortive di alcune delle sue parenti più strette come le piante della famiglia delle Apiaceae. Il silfio era così centrale per l'economia cirenea che la maggior parte delle sue monete riportavano in rilievo l'immagine della pianta.
Plinio il Vecchio cita l'olio raffinato di ruta graveolens come un potente abortivo. Quinto Sereno Sammonico scrisse di un intruglio che consisteva in una miscela di ruta, uovo e aneto. Sorano, Dioscoride, Oribasio dettagliarono questa applicazione. I moderni studi scientifici hanno confermato che la ruta contiene infatti tre composti abortivi.
L'aristolochia, una pianta usata per alleviare il parto, veniva anche usata per indurre l'aborto. Galeno la incluse in una pozione in de Antidotis, mentre Dioscoride disse che poteva essere somministrata per via orale, o sotto forma di un pessario vaginale contenente anche pepe e mirra.
Il drammaturgo greco Aristofane ha rilevato la proprietà abortiva della mentuccia nel 421 a.C., attraverso un riferimento umoristico nella sua commedia, La pace. Ippocrate, il medico greco, consigliava alle prostitute che rimanevano incinta di saltellare in su e in giù, toccandosi le natiche con i tacchi ad ogni salto, in modo da indurre aborto spontaneo. Altri scritti a lui attribuiti descrivono strumenti modellati per dilatare il collo dell'utero e curette da inserire all'interno dell'utero.
Sorano d'Efeso, un medico greco del II secolo, prescriveva diuretici, emmenagogi, clisteri, digiuno e salasso come metodi di aborto sicuri, anche se ha sconsigliato l'uso di strumenti taglienti per indurre aborto spontaneo, a causa del rischio di perforazione dell'organo. Consigliò anche alle donne che volevano abortire dalle loro gravidanze di impegnarsi in trasporti di oggetti pesanti, cavalcare gli animali e saltare in modo che i tacchi toccassero le natiche ad ogni salto, che descrisse come "salto lacedemone". Consigliò anche una serie di ricette a base di erbe per balneazioni, massaggi e pessari. In De Materia Medica Libri Quinque, il farmacologo greco Dioscoride elencò gli ingredienti di un progetto chiamato "vino abortivo" - elleboro, schizzi di cetriolo e scammonia - ma non riuscì a fornire il modo preciso con cui dovevano essere dosati.  L'elleboro, in particolare, è noto per essere abortivo.
Tertulliano, un teologo cristiano del II-III secolo, descrisse strumenti chirurgici che venivano utilizzati in una procedura simile alla moderna dilatazione della cervice ed evacuazione del feto dall'utero. Uno strumento con una "ben regolata struttura flessibile" veniva utilizzato per la dilatazione, mentre una "lama anulare" usata come curette, e un "gancio smussato" servivano per l'estrazione. L'altro era un "ago di rame". Egli attribuì la paternità di tali strumenti ad Ippocrate, Asclepiade, Erasistrato, Erofilo e Sorano.
Aulo Cornelio Celso, un enciclopedista romano del I secolo, offrì un resoconto molto dettagliato di un procedimento per estrarre un feto già morto nella sua opera superstite, De Medicina. Nel Libro IX Confutazione di tutte le eresie, Ippolito di Roma, un altro teologo cristiano del III secolo, scrisse di donne che si legavano molto strettamente alla vita così da "espellere ciò che stava per essere concepito."